# This Is Not Real Love
This Is Not Real Love è un singolo del cantante britannico George Michael, pubblicato il 3 novembre 2006 dall'etichetta discografica Sony BMG.
Il cantante, per la realizzazione del brano scritto e prodotto dallo stesso insieme a James Jackman e Ruadhri Cushnan, ha duettato con una delle componenti del gruppo pop Sugababes, Mutya Buena, alla sua prima esperienza da solista. Il singolo è stato estratto dalla raccolta Twenty Five del cantante e successivamente inserito nell'album d'esordio della cantante, Real Girl, pubblicato nell'estate 2007.
La canzone ha riscosso un buon successo nei paesi europei, raggiungendo la quarta posizione in Italia e la nona in Danimarca.

## Tracce
CD-Maxi (Aegean 88697020702 (Sony BMG) [eu] / EAN 0886970207027)
1. This Is Not Real Love - 4:55
2. Everything She Wants (Remix) (Wham!) - 6:31
3. I'm Your Man (Extended Stimulation) (Wham!) - 6:54

CD-Single (Aegean 88967022892 (Sony BMG) / EAN 0886970228923)
1. This Is Not Real Love (Main Mix) - 4:54
2. Edith & The Kingpin (Recorded: Abbey Road December 2004) - 3:44

## Classifiche
| Classifica (2006)        | Posizione massima |
| ------------------------ | ----------------- |
| Austria                  | 62                |
| Belgio (Fiandre)         | 41                |
| Belgio (Vallonia)        | 54                |
| Danimarca                | 9                 |
| Irlanda                  | 27                |
| Italia                   | 4                 |
| Paesi Bassi              | 32                |
| Regno Unito              | 15                |
| Svizzera                 | 36                |
| Classifica (2008)        | Posizione massima |
| Stati Uniti (dance club) | 8                 |